# Atlantic Beach (Floryda)
Atlantic Beach – miasto w Stanach Zjednoczonych, w stanie Floryda, w hrabstwie Duval.